# Route Circulaire
La route Circulaire est une voie située dans le Bois de Vincennes, dans le 12e arrondissement de Paris, en France.

## Origine du nom

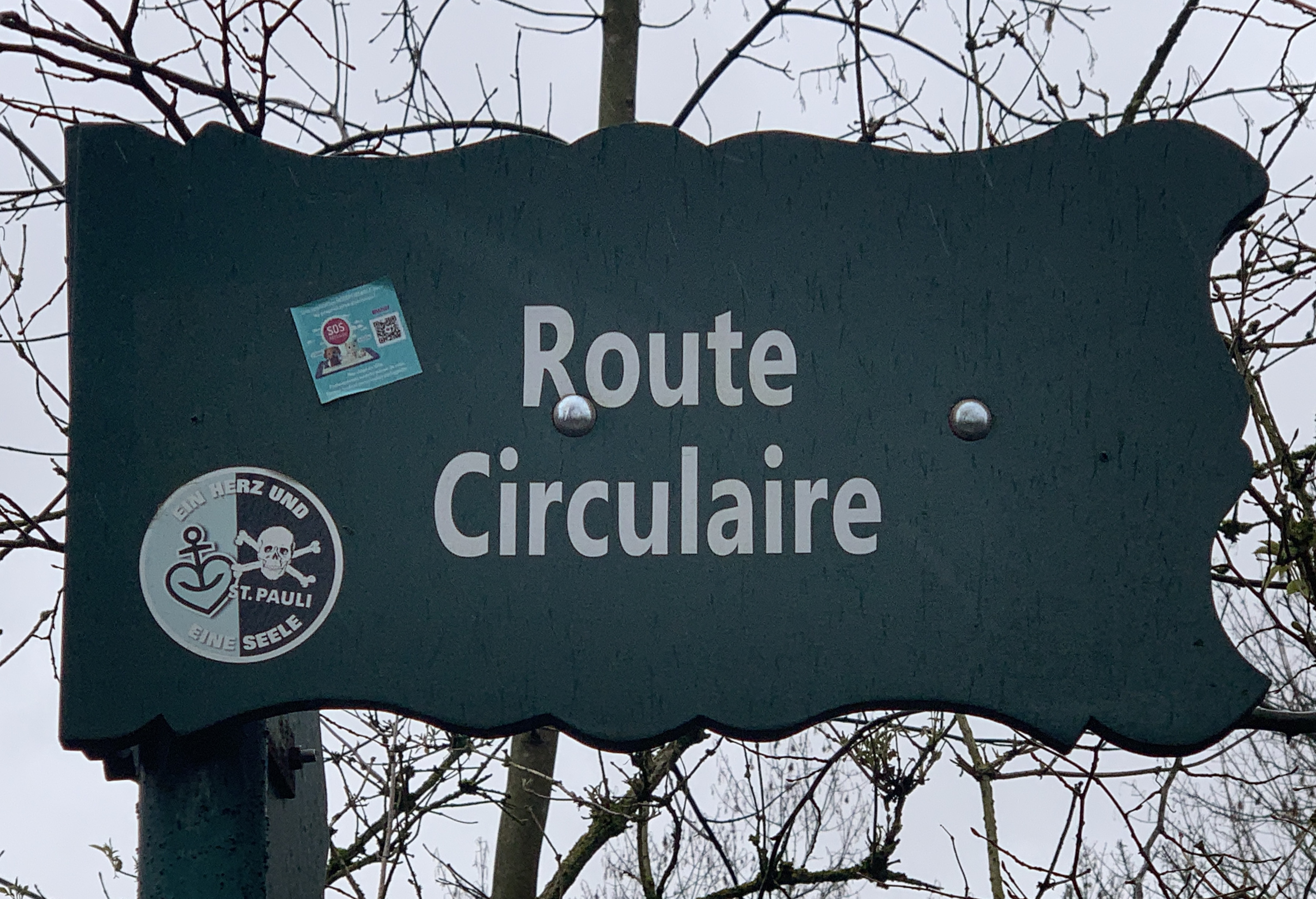
Plaque de la route.